# 擬人観

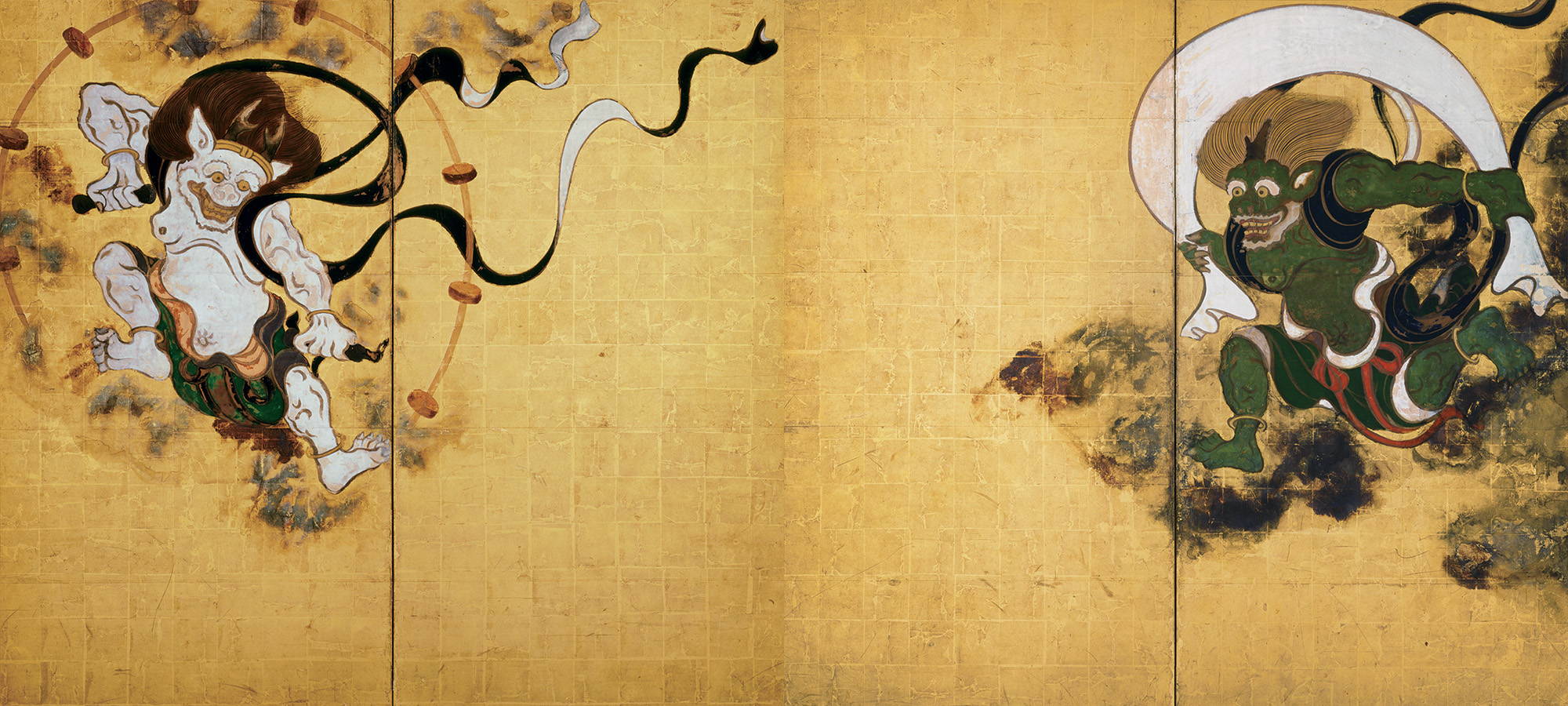
俵屋宗達『風神雷神図』（17世紀前半）

擬人観（ぎじんかん）とは人間以外の動植物、無生物、事物、自然、概念、神仏などに対し人間と同様の姿形、性質を見いだすことである。
英語では anthropomorphism だが、実際には personification の訳語として用いられることのほうが多い。しかし personification はより広い意味を持つ。そのため厳密には anthropomorphism は「人間形態化（観）」とでも翻訳するが、どちらも「擬人化（観）」という訳語が定着している。

## 擬人化の概念
擬人化の前提として、人間は他の人間と関わることで生存する社会的存在であるため、意味のありそうな動きをする無機物や、人間の顔や身体の特徴を感じられる図形やパターンを目にすると、無意識にその事象に人間や生命を認知してしまう認識機能がある。

### 宗教や神話における擬人化
古来より行われた擬人観と現在のそれは大きく異なっている。その代表的な見方が、世界多くの神話で用いられた神々の存在とそれに準えられる人間の自然の象徴との関連であり、大自然や絶対的な摂理に対する偶像崇拝の意味合いが強い。多神教においては、人間の概念（愛、戦争、多産、美など）や自然現象（風、雷、季節など）が神格化され、その神々は人間と同様の姿や感情（愛情、怒り、嫉妬、強欲、嫌悪など）を持ったりする。このような神の擬人化はエジプト神話、ギリシャ神話、ヒンズー神話、道教、日本神話などで見られ、哲学や心理学などあらゆる学問に通じていた一つの根本概念であった。。ユダヤ教、キリスト教、イスラム教などの一神教では、神を具体的なもので象徴することは基本的に禁じられている。しかし、キリスト教は神・キリスト。聖霊を一体とする三位一体の神学があり、キリストは神性と人性を兼ね備えているし、聖霊はハトによって象徴されることもある（擬動物化）。

#### 神道
一神教が発達する以前の多くの社会と同様に、古代から日本においては「森羅万象全ての物に魂が宿っている」という多神教の考え方があり、日本最古の神社といわれる大神神社の神体は山そのものであり、自然崇拝の概念そのものであり、それを象徴する神が存在した。
また日本における神道の流れを汲む多神教の概念は中世～近世にかけて一種の寓話として盛り込まれ、子供の躾けなどに用いられた。「～には～の神がいる」という教えなどがその典型であり、そうして子供達に一つずつ道徳を解いていったといわれる（付喪神など）。

#### ギリシャ・ローマ神話
古代ローマの宗教ではさまざまな存在や概念に与えられた名詞がそのまま神格となっている例も多い（勝利＝勝利の女神＝ウィクトリアなど）。

#### ギリシャ哲学
ギリシャの哲学者、クセノファネスは最も偉大な神は形においても、心においても人間に似ることはないとした。多くの古代ギリシャの哲学者が一神教を信じており、ペリパトス派、プラトン主義、ストア派も擬人化された神を認めなかった。

#### キリスト教
ローマカトリック教会は過度に字義的な聖書解釈を認めず、神に人間の姿を与えることを明確に否定している。キリスト教が擬人化された神を拒絶するようになったのは4世紀以降とされている。また同時期に神のジェンダーも否定され、性別を超越した存在として定義した。

#### ユダヤ教とイスラム教
ユダヤ教とイスラム教では神は人間の理解を超えた存在であると信じており、擬人化された神を拒絶している。旧約聖書によると、神は人間の常識では測れないことを強調している。

### 動物の擬人化
旧石器時代のライオンマンは世界最古（約32,000年前）の動物形象の彫刻であると同時に、いわゆる彫刻として知られる最古のもののひとつである。この彫刻は、動物に人間の性質を擬した擬人化であると解釈されているが、神の表現である可能性もある。
紀元前の寓話集、イソップ寓話、ジャータカ、パンチャタントラなどでは人間のように思考し会話する動物の擬人化が確立されている（兎と亀や、ずる賢いきつねや誇り高いライオンなど）。また、メルヘンにおいても、動物が話をしたり、魔女や魔法使い、巨人といった魔法の助けを得るなどの空想的な要素がある。例えば、古代エジプトの『二人兄弟』と呼ばれるおとぎ話では言葉を話す牛が登場する。また、キューピッドとプシュケーの話では、西風が擬人化されたゼピュロスや蟻がプシュケーを助けたりする。鳥獣戯画や狐物語でも動物が擬人化されている。
19世紀以降の児童文学では、不思議の国のアリス、ピノキオの冒険、ピーター・ラビット、クマのプーさん、ババールなど、アニメーションではフィリックス・ザ・キャット、ディズニー、ルーニー・テューンズなどの動物キャラクターが擬人化されている。

### 無機物の擬人化
付喪神は道具（釜、行灯、傘など）の擬人化、マイク・マリガンとスチーム・ショベル（パワーショベル）、きかんしゃトーマス、タグボートのスカフィは乗り物の擬人化である。

## 表現の擬人化の目的
前述したように擬人化とは擬人観を元に対象を人間のように見る（表現する）ことであるが、それは前述した原始的な精神観念によるものだけでなく文学、絵画など文化的なレトリックでもあり今日擬人化とはこれすなわちフィクションの擬人化を指すことが多い。その目的は様々であるが、場合によって次のような効果を期待できる。
親しみを持たせ、対象に関心を高める
- 乳幼児期の子供は一般的に動植物・無生物などを擬人視して考える傾向にある。そのためこの年代を対象とした絵本や漫画・アニメでは動植物・無生物などが擬人化されて登場することが多く、そうすることによって仲間意識を持ち物事に対する関心を高めることができるからである。
- 各種団体がマスコットを作成したり、ゆるキャラあるいはネット社会を中心に萌え擬人化などを誕生させたりしているのも本来敬遠しがち、あるいは無関心な事象に一種の親しみを持たせる目的であるといえる。

対話形式を用いることで明確性を高める
- 参考書や教科書、その他子供向けの科学読みものなどでは図示の中で擬人化を巧みに用いて煩雑な説明を明確化させているケースがある。一つの文章を用いるとどうしてもそれが人間視点なのか、それとも非人間の視点なのか分からず紛れたり主述関係などが曖昧になったりするが擬人化を用い対話形式にすることで、図において個々の役割を明確化させることが期待できるからである。学習漫画はそのメリットを最大限に生かした好例である。

ある種の表現に対する婉曲表現
- たとえば、一部の殺虫剤では簡単なイラストを用いて効能を標榜するほか、害虫に視覚的な嫌悪感を示すことが多いためにそのストレスを軽減する目的で用いる場合がある。また文学や社会記事などにおいても、「高波が一帯の村々を呑み込んだ」「激しい炎が一帯をひとなめした」などと表現することで本来の露骨さを回避でき凄惨な情景を漠然とさせることができる。

臨場感を出す
- 主に文学で多く用いられており、たとえば「荒波が襲いかかる」「秋の夜長を虫が奏でる」などを用いることで人間が間接的にそれを経験するのではなく非人物が主体となることでその場の臨場感を一層深めているのである。また俳人の小林一茶は雀や蛙など動物に対して盛んに擬人化を取り込んでおり、それによって小動物に対する憐れみや同情がより深く抉られた表現となっている。

客観性を出す
- 対して、擬人化した非人間たちを人間社会から遠ざけることで客観性を出すことが可能である。このように動物たちが主体となって人間の有様などを観察するという試みがなされた文学も多く代表的なものに夏目漱石の『吾輩は猫である』があり、星新一のSF短編などもよく知られる。

諷刺、アレゴリー
- グリム童話やイソップ寓話、日本の昔話、故事成語などでは動物が主人公になったものも多いがその多くは人の道徳を諭したり社会を諷刺したりしたものが多い。このように擬人化は動物を主役に置くことで暗に対象批判のカモフラージュとしても用いられるほか、殺傷場面などのグロテスクさを回避したりする効果もある。

## 擬人化の世界

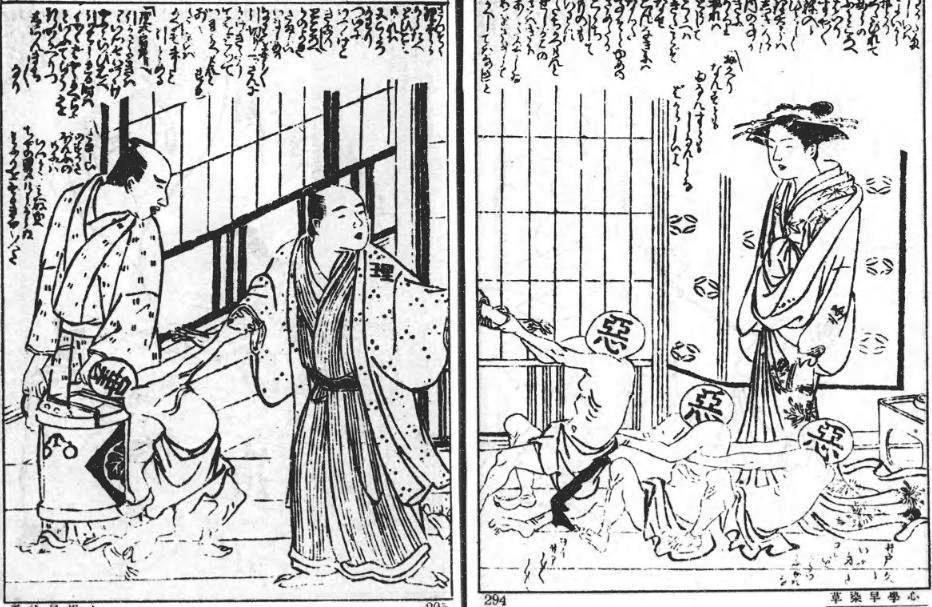
黄表紙『心学早染草』　山東京伝作，北尾政美画。1790年刊。

擬人化された世界では人と物が対等の立場にあるもの、あるいは生物、非生物が主役であり人が客観視されているものなどがある。表現としては創作の世界で動植物・無生物などが人格のある存在として描かれる、あるいは漫画・アニメ等で人間外の動物が動物の耳や尻尾を備えた人間の姿で描写されることなどもある。
異なる種の（擬人化された）動物が一緒に生活しているという世界設定の物語の場合、捕食-被食関係は無視されて「みんなお友達」として描写される場合と実際の動物と同様に捕食-被食関係が存在している場合とがある。
このような例は近世にも例がある。江戸時代の草双紙『心学早染草』（しんがくはやそめぐさ）では、人の心の善悪を善玉悪玉というキャラクターで擬人化している。

### 主な例
アニメ・絵本での擬人化

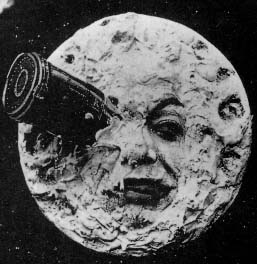
映画『月世界旅行』(1902)では月を擬人化

- ミッキーマウス、ドナルドダックなどのディズニーキャラクター
- 名探偵ホームズ（日伊合作のアニメ。登場人物がすべて犬に置き換わっている）
- アンパンマン（やなせたかし作の絵本およびこれを原作としたアニメ。食べ物、動物、文房具、などを擬人化）
- きかんしゃトーマス（機関車を擬人化）
- ケシカスくん（文房具を擬人化）

歌での擬人化
- 赤いトラクター（小林旭の歌。トラクターを男性に擬人化）
- くるみ（Mr.Childrenの歌。「くるみ」とは、「これから来る未来」を女性に擬人化したもの）

映画での擬人化
- 月世界旅行（月に顔があり擬人化している）

## 擬人化に関する議論
ウォルト・ディズニーが制作したアニメーション作品『バンビ』も、擬人化された動物たちが営む理想郷を描いた作品のひとつだが、作中で彼らの理想郷は人間の猟師によって理不尽な蹂躙を受ける。鹿の一般的な愛称となり、無垢のステレオタイプともなったキャラクター「バンビ」の受難劇は強いメッセージとして受け止められ、狩猟を文化とするアメリカでは社会的な摩擦を引き起こしている。『バンビ』の公開後、動物を擬人的に理解して反狩猟・自然保護の発言をする人々が増えたが、スポーツハンティングの擁護者たちは、感傷的な擬人化を「バンビ・シンドローム」と呼び、歪んだ自然観やハンターへの偏見を助長する作品として批難している。

## サブカルチャーの擬人化

Wikipediaを擬人化したウィキペたん

現代の日本では漫画・アニメなどに関する同人用語である物語に登場する動物系・非人間キャラクターを人間に置き換えて別の新たな物語を作ることや、動植物・非人間キャラクターや無生物などの外見を人間化（擬人化）したイラストを描く（またはコスプレで演じる）ことを特に擬人化とジャンル分けする場合がある。
この場合、該当キャラクターや無生物をイメージしたコスチュームを着用した人間として描かれる（コスプレされる）ことが多い。ただし、元のキャラクターが服を着ている場合はそれと同じ服を着用した人間として描かれる（コスプレされる）ことが多い。中には由来となるモチーフの特徴をまったく外見に反映させない場合もあるが、この場合は擬人化されたキャラクターの性格や経歴、他の擬人化キャラクターとの人間関係などといった内面的な要素にモチーフの特徴が反映される。こうした擬人化は同人の枠を超え、『びんちょうタン』や『090えこといっしょ。』など商業キャラクターも生まれている。

## 擬人名
擬人名（ぎじんめい）とは人間以外の動物や無生物、行為などを擬人化して呼ぶ名前である。

### 主な擬人名の一覧
ここでは、慣用的に広く用いられる擬人名の中で主なものを挙げる。
国の擬人名
- マリアンヌ（フランス）
- ジョン・ブル、ブリタニア（イギリス）
- アンクル・サム（アメリカ合衆国）
- イタリア・トゥリッタ（イタリア）
- ゲルマニア（ドイツ）

川の擬人名
- 坂東太郎（利根川）
- 筑紫次郎（筑紫二郎）（筑後川）
- 四国三郎（吉野川）